# Луиза (округ, Айова)
Луи́за (англ. Louisa County) — округ в США, штате Айова. На 2000 год численность населения составляла 12 183 человек. По оценке бюро переписи населения США в 2009 году население округа составляло 11 245 человек. Окружным центром является город Уапелло.

## История
Округ Луиза был сформирован в 7 декабря 1836 года.

## География
По данными Бюро переписи населения США площадь округа Луиза составляет 1040 км².

### Основные шоссе
- Шоссе 61
- Автострада 70
- Автострада 78
- Автострада 92

### Соседние округа
- Джонсон  (северо-запад)
- Маскатин  (север)
- Рок-Айленд, Иллинойс  (северо-восток)
- Мерсер, Иллинойс  (восток)
- Де-Мойн  (юг)
- Генри  (юго-запад)
- Вашингтон  (запад)

## Демография
По данным переписи населения 2000 года в округе проживало 12 183 жителей. Среди них 25,5 % составляли дети до 18 лет, 14,7 % люди возрастом более 65 лет. 49,9 % населения составляли женщины.
Национальный состав был следующим: 97,9 % белых, 0,9 % афроамериканцев, 0,3 % представителей коренных народов, 0,2 % азиатов, 17,1 % латиноамериканцев. 0,6 % населения являлись представителями двух или более рас.
Средний доход на душу населения в округе составлял $17644. 11,2 % населения имело доход ниже прожиточного минимума. Средний доход на домохозяйство составлял $44429.
Также 79,7 % взрослого населения имело законченное среднее образование, а 12,7 % имело высшее образование.